# Tri Tunggal
Tri Tunggal is een bestuurslaag in het regentschap Lampung Timur van de provincie Lampung, Indonesië. Tri Tunggal telt 2273 inwoners (volkstelling 2010).